# 8464 Polishook
8464 Polishook è un asteroide della fascia principale. Scoperto nel 1981, presenta un'orbita caratterizzata da un semiasse maggiore pari a 2,6434287 UA e da un'eccentricità di 0,1560907, inclinata di 10,44204° rispetto all'eclittica.
L'asteroide è dedicato all'astronomo israeliano David L. Polishook.